# 辽宁省公安厅
辽宁省公安厅是辽宁省人民政府组成部门，负责领导、管理辽宁省的公安保卫工作，接受辽宁省人民政府和中华人民共和国公安部的双重领导。

## 职责
根据《辽宁省公安厅职能配置》，辽宁省公安厅承担下列职责：
1. 研究拟订辽宁全省公安工作发展规划，部署、指导监督、检查辽宁全省公安工作。
2. 组织指导辽宁全省公安侦查工作，协调处理重大刑事犯罪案件、辽宁省内危害国家安全的犯罪案件。指导和监督辽宁全省各级公安机关对经济犯罪案件的侦查工作，直接侦办上级交办的和跨地区重大经济犯罪案件。
3. 负责辽宁全省治安管理工作并承担相应责任，协调处置重大治安事故和群体性事件，指导、监督辽宁全省公安机关依法查处危害社会治安秩序行为，依法负责户籍、居民身份证、枪支弹药、危险物品和特种行业等治安行政管理工作。
4. 负责辽宁全省出入境管理和边防治安管理工作，依法管理国籍申请审核和口岸边防检查工作，组织指导实施出境入境和持普通护照的外国人在辽宁省内居留、旅行有关管理工作。
5. 负责辽宁全省道路交通安全管理工作并承担相应责任指导、监督辽宁全省公安机关维护道路交通安全、道路交通秩序以及机动车辆（不含拖拉机）、驾驶人管理工作。承担辽宁省道路交通安全管理委员会日常工作。
6. 掌握辽宁全省毒品违法犯罪活动动态，研究拟订预防打击对策，协调有关部门开展禁毒工作。承担辽宁省禁毒委员会日常工作。
7. 指导、监督辽宁全省公安机关对公共信息网络的安全保护工作，负责信息安全等级保护工作的监督、检查、指导。
8. 组织、指导、协调对辽宁全省恐怖活动的防范、侦察、打击处理工作。承担辽宁省反恐怖工作领导小组日常工作。
9. 指导、监督辽宁全省公安机关依法承担的执行刑罚工作，指导、监督辽宁全省公安机关对看守所、拘留所的管理工作。指导辽宁全省留置看护队伍建设和管理工作。
10. 组织实施辽宁全省公安科技工作，规划和指导辽宁全省安机关的指挥系统、信息技术、刑事技术建设。
11. 实施、指导辽宁全省公安机关装备和经费标准建设工作。
12. 在公安部指导下组织开展同国际警方的交流和业务合作，履行有关国际条约和合作协议。
13. 拟订辽宁全省公安队伍监督管理工作规章制度，组织、指导辽宁全省公安机关督察工作，按规定权限实施干部监督、查处或督办公安队伍重大违纪案件。
14. 指导辽宁全省公安机关思想政治建设和队伍建设，拟订辽宁全省公安机关人员培训、公安教育和公安宣传的措施检查监督落实情况，按规定权限协助地方党委管理下一级公安机关领导干部。
15. 指导辽宁省内海关等部门公安工作。
16. 承担辽宁省边海防委员会、辽宁省打击走私综合治理领导小组日常工作。
17. 完成中国共产党辽宁省委员会、辽宁省人民政府交办的其他任务。[2]

## 机构设置
根据有关规定，辽宁省公安厅设置下列机构：

### 内设机构
- 办公室
- 指挥中心
- 情报处
- 科技通信处
- 计算机信息管理处
- 思想政治工作处
- 机关党委办公室（人事处）
- 宣传处
- 干部处
- 教育训练处
- 行政审批处（互联网政务审批处）
- 审计处
- 警务督察总队
- 警务保障部
- 政治安全保卫总队
- 治安管理总队
- 巡特警总队（特警突击队）
- 刑事犯罪案件侦查局
- 刑事技术总队
- 反恐怖工作总队
- 经济犯罪案件侦查总队
- 单位内部保卫管理总队
- 保安管理总队
- 禁毒总队
- 网络安全保卫总队
- 监所管理总队
- 法制总队
- 信访处
- 出入境管理局
- 食品药品犯罪侦查总队
- 境外追逃追赃管理办公室
- 离退休干部处
- 交通安全管理局
- 边境管控总队
- 东北警用物资装备调配处
- 江河保卫总队（江河公安局）
- 环境安全保卫总队（大伙房水源地保护区公安局）

### 直属机构
- 辽宁省公安厅辽河公安局[註 1]
- 辽宁省公安厅机场公安局
- 辽宁省公安厅沈抚新区公安局[註 2]

### 直属事业单位
- 辽宁省公安厅技术服务中心
- 辽宁警察学院

### 业务指导单位
- 沈阳市公安局
- 大连市公安局
- 鞍山市公安局
- 抚顺市公安局
- 本溪市公安局
- 丹东市公安局
- 锦州市公安局
- 营口市公安局
- 阜新市公安局
- 辽阳市公安局
- 铁岭市公安局
- 朝阳市公安局
- 盘锦市公安局
- 葫芦岛市公安局

## 相关事件
2024年1月，反腐专题片《持续发力纵深推进》披露辽宁省公安厅三任厅长的受贿案件。